# Kombo North
Kombo North är ett distrikt i Gambia. Det ligger i regionen West Coast, i den västra delen av landet, 14 km sydväst om huvudstaden Banjul. Antalet invånare var 339 377 vid folkräkningen 2013. De största orterna då var Sukuta, Nema Kunku, Busumbala, Lamin, Wellingara, Brufut, Sanchaba, Kunkujang Keita, Sinchu Alagie, Yundum Kuta och Yundum Koto.